# 阿尔
阿尔（法語：Arre，法語發音：[aʁ]）是法国加尔省的一个市镇，属于勒维冈区。

## 地理
阿尔（43°57'59"N, 3°31'8"E）面积7.26 平方千米，位于法国奧克西塔尼大區加尔省，该省份为法国南部沿海省份，南端濒地中海，北起顺时针与阿尔代什省、沃克吕兹省、罗讷河口省、埃罗省、阿韦龙省和洛泽尔省接壤。
与阿尔接壤的市镇（或旧市镇、城区）包括：贝和埃斯帕龙、阿里加斯、欧姆萨斯、布朗达、莫利耶尔-卡瓦亚克、蒙达尔迪耶。

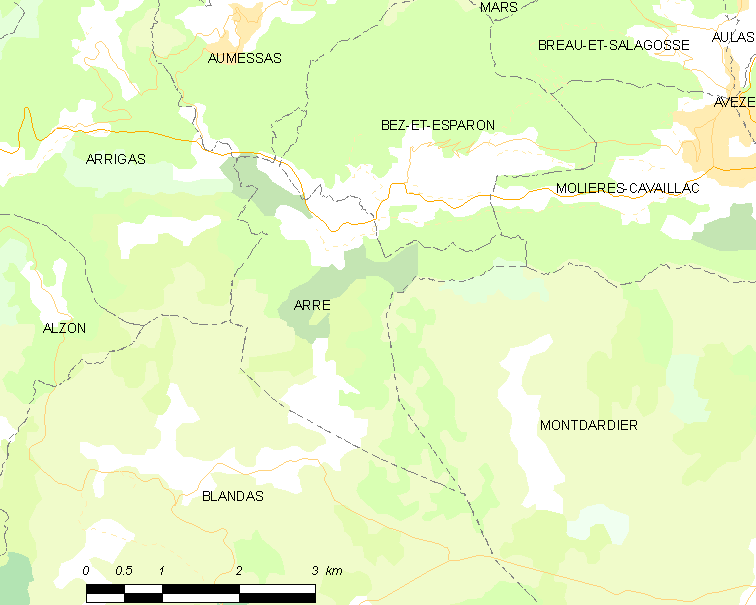
阿尔的OSM定位图

阿尔的时区为UTC+01:00、UTC+02:00（夏令时）。

## 行政
阿尔的邮政编码为30120，INSEE市镇编码为30016。

## 政治
阿尔所属的省级选区为勒维冈县。

## 人口

1962-2008年间阿尔人口变化图示

阿尔于2022年1月1日时的人口数量为258人。